# Байдабо
Байдабо, іноді Байдоа (араб. بيدوا, сом. Baydhabo) — місто (столиця ефемерного державного утворення Азанія) на південному заході центральної частини Сомалі. На цей час місто контролюється військовими Ефіопії та загоном миротворців з AMISOM. Населення за даними на 2012 рік становить 76 839 мешканців; воно представлене головним чином сомалійськими кланами дігіл і міріфле, відомими разом як раханвін.

## Розташування
Розташоване за 256 км на північний захід від столиці Сомалі, міста Могадішо. Центр адміністративного району Бай.

## Історія

### Рання історія

Прапор Аджуран Султанату, впливового сомалійського царства, яке панувало над Байдоа в середні віки

Байдоа і ширший регіон Бай є домом для цілого ряду важливих давніх місць. Археологи знайшли доісторичний наскельний живопис на околиці міста, у Буур Хейбе.
У середні віки Байдоа і його околиці були частиною Аджуран Султанату, впливова політика якого покривала більшу частину південного Сомалі та східної Ефіопії, а його область простягається від Маріг на півночі, в Келафо на заході, у Кісмайо на південь.
На початку нового часу територія Байдоа управлялася султанатом Геледі. Царство було зрештою включено в Італійське Сомалі в 1908 році і зникло в 1910 році зі смертю свого останнього султана, якого звали Осман Ахмед. Після здобуття незалежності в 1960 році місто було зроблене центром офіційного Байдоа.

### Громадянська війна
Місто Байдоа пізніше понесло значні пошкодження на початку 1990-х, після початку громадянської війни. У вересні 1995 року Об'єднаний сомалійський конгрес та міліція напали і зайняла місто. Вони залишали під контролем Байдоа, поки приблизно в січні 1996 року, у той час як місцева Армія опору Раханвейн та міліція продовжували займати ОСК в околицях міста. У 1999 році АСР захопили контроль над широкою затокою Баколь і відповідною провінцією. Місто і велика область поступово відновилося, щоб стати одним з найбільш стабільних районів на півдні Африки.

Військові посади протягом Битва на Байдоа (26 грудня 2006)

У 2002 році лідер РАС в Хасан Мухаммад Нур Шатігадуд заснував південно-західний штат Сомалі обласної адміністрації, зі штаб-квартирою в Байдоа. Створення автономної держави було кроком, щоб показати невдоволення керівництвом АСР у Могадішо — на основі Перехідного національного уряду, який був створений два роки тому раніше. У 2005 році Південно-Західна держава була офіційно розпущена після того, як її лідер Шатігадуд приєднався до парламенту в листопаді 2004 року, а потім став міністром фінансів в січні 2005 року в федеральному уряді (ПФП).
На початку 2005 року, ПФП направила офіційні делегації Байдоа і Джоухар, щоб оцінити придатність кожного міста як тимчасової штаб-квартири для ПФП до фактичного переміщення урядових установ в Могадішо. У червні-липні 2005 року Перехідний федеральний уряд заснував тимчасове місце в Джохарі в результаті тривалої відсутності безпеки в столиці. Щоб підсилити свою присутність в місті, центральна влада побудувала вдосконалений аеропорт і відкрила канал Дудубл. ПФП пізніше переїхав у свою тимчасову штаб-квартиру в Байдоа.
У грудні 2006 року ефіопські війська увійшли до Сомалі, щоб допомогти ПФП проти просування Союзу ісламських судів, спочатку вигравши Байдоа. 28 грудня 2006 року, союзні війська відбили столицю у відділенні інтенсивної терапії. Наступ допоміг ПФП зміцнити свою владу. 8 січня 2007 року, вперше після вступу на посаду, президент Абдуллагі Юсуф Ахмед увійшов до Могадішо від Байдоа, щоб провести консультації з місцевим бізнесом, представниками релігій та громадянського суспільства бо ПФП перенесла свою базу до столиці країни.
Після їх поразки, Союз ісламських судів розколовся на кілька фракцій. Деякі з найбільш радикальних елементів, у тому числі Аль-Шабааб, перегрупувалися, щоб продовжити заколот проти ПФП і проти присутності ефіопських військ в Сомалі. Протягом 2007 і 2008 років, Аль-Шабааб робив військові перемоги, захопивши контроль над ключовими містами і портами в центральних і південних районах Сомалі. Наприкінці 2008 року група захопила Байдабо але не Могадішо. У лютому 2012 року сомалійські урядові війська і союзні ефіопські війська знову захопили Байдоа, звільнивши від Аль-Шабааб.

### Південно-Західна держава
У грудні 2013 року, почалася конвенція в Байдоа між чиновниками Федерального уряду і місцевими представники з метою встановлення автономної держави в районі, що знаходиться під Наданням Федеральної конституції. Два одночасних політичних процесів щодо створення нового південно-західного штату Сомалі велися: одна на чолі з екс-спікером парламенту Шариф Хасан Шейх Адан, на якій були запропоновані три регіони держави, що складалисяб з провінцій Бай, Баколь і Нижня Шабелле; другий на чолі з організатором конвенції Малак Алі Сіно, колишній депутат Мадобе Нунов Мохамед і губернатор колишньої області Вей Абдіфата Гісей, яка запропонувала замість цього відтворення шести областей південної держави Сомалі, що складається з затоки, Баколь, Нижня Шабелле, Гедо, Середня Джуба і Нижня Джуба та їх провінцій.

## Демографія
Станом на 2000 рік, Байдоа мав населення близько 157 500 жителів. Чим ширше Байдоа має район, тим більше це впливає на загальну популяцію у 227 761 жителів.
Населення за даними на 2012 рік становить 76 839 осіб; воно представлено головним чином сомалійськими кланами дігіл і міріфле, відомими разом як раханвін. Місто розташоване в центрі одного з найбільш густонаселених районів в країні. Це етнічно і культурно різноманітний місто, з багатьма місцевими жителями, що походять з інших частин країни.

### Мова
Крім того, Байдоа є серцем мови Maay. Афразійської мови, на якій принципово розмовляють клани Дігіл і Міріфле (Раханвейн або НКР) у південному регіоні Сомалі. Мовна площа простягається від південно-західного кордоні з Ефіопією в області, близької до прибережної смуги між Могадішо і Кісмайо. Maay не ототожнюють одне одного зі стандартами Сомалі, і це значно відрізняється в структурі пропозиції і фонології. Тим не менш, Maayські видання часто використовують стандартну мову Сомалі як лінгво-франко, яку знають через масові комунікації, внутрішню міграцію та урбанізацію.

## Клімат
Байдоа має спекотний та напівпосушливий клімат (BSH), як і більша частина південного Сомалі. Навпаки, міста в північній частині країни зазвичай мають спекотний посушливий клімат (BWH).
| Клімат                                     | Клімат | Клімат | Клімат | Клімат | Клімат | Клімат | Клімат | Клімат | Клімат | Клімат | Клімат | Клімат | Клімат |
| Показник                                   | Січ.   | Лют.   | Бер.   | Квіт.  | Трав.  | Черв.  | Лип.   | Серп.  | Вер.   | Жовт.  | Лист.  | Груд.  | Рік    |
| Абсолютний максимум, °C                    | 44,0   | 43,0   | 43,0   | 43,0   | 40,3   | 39,5   | 37,0   | 38,0   | 39,0   | 40,0   | 44,0   | 45,0   | 45,0   |
| Середній максимум, °C                      | 34,3   | 35,7   | 35,8   | 34,1   | 31,5   | 30,4   | 28,8   | 29,3   | 30,8   | 30,9   | 31,5   | 32,9   | 32,1   |
| Середня температура, °C                    | 27,2   | 28,0   | 28,3   | 27,5   | 26,1   | 25,1   | 24,0   | 24,3   | 25,2   | 25,5   | 26,1   | 26,6   | 26,2   |
| Середній мінімум, °C                       | 19,9   | 20,3   | 20,9   | 21,0   | 20,8   | 20,0   | 19,3   | 19,4   | 19,7   | 20,4   | 20,2   | 20,2   | 20,2   |
| Абсолютний мінімум, °C                     | 14,3   | 15,4   | 16,0   | 15,0   | 14,0   | 17,0   | 15,0   | 10,0   | 15,0   | 15,0   | 16,0   | 15,5   | 10,0   |
| Середня кількість сонячних годин на місяць | 288,3  | 274,0  | 275,9  | 228,0  | 238,7  | 207,0  | 161,2  | 207,7  | 219,0  | 192,2  | 237,0  | 275,9  |        |
| Норма опадів, мм                           | 1      | 6      | 23     | 151    | 118    | 12     | 19     | 7      | 13     | 141    | 80     | 14     | 585    |
| Днів з опадами                             | 0      | 1      | 3      | 11     | 7      | 3      | 4      | 2      | 2      | 10     | 7      | 2      | 52     |
| Вологість повітря, %                       | 59     | 58     | 60     | 70     | 75     | 70     | 71     | 67     | 64     | 72     | 74     | 67     | 67     |
| ------------------------------------------ | ------ | ------ | ------ | ------ | ------ | ------ | ------ | ------ | ------ | ------ | ------ | ------ | ------ |
| Джерело: Deutscher Wetterdienst            |        |        |        |        |        |        |        |        |        |        |        |        |        |

## Освіта
Байдоа має великі середні школи, з яких близько 100 учнів випускаються на рік у 2008 році. З 2012 року кілька інших вузів були в проекті.
Університет Південного Сомалі — служить закладом вищої освіти. Після значного стадії планування, установа була створена в 2007 році групою сомалійських вчених та інтелектуалів. Інавгураційні заняття почалися на наступний рік, а в серпні 2008 року представники університету одночасно оголосили про плани розробки чотирьох коледжів: коледжу науки, сільського господарства, і машинобудування, коледжу соціальних наук, Педагогічний коледж, Коледж охорони здоров'я та наук про довкілля, і Коледж юриспруденції. Крім того, розробляється Інститут соціальних досліджень. Є також робочі плани побудувати новий кампус в районі навколо 15 км на північ від Байдоа, а також двох нових відділень у двох інших головних містах регіону Bay.

## Транспорт
Повітряний транспорт в Байдоа обслуговується аеропортом Байдоа. Він знаходиться на висоті, має асфальтовану злітно-посадкову смугу 9843 × 131 футів (3000 х 40 м). Аеропорт має паливні послуги, будівлю терміналу, контейнери для зберігання, на місці складських і радіо башти.

## Адміністративний поділ
Байдоа адміністративно розділений на чотири райони:
- Іша
- Хорсід
- Бердаале
- Холвадааг

## Відомі уродженці
- Хасан Мухаммад Нур Шатігадуд[en] — колишній міністр фінансів Сомалі і лідер руху опору[en].
- Нуруддін Фарах — сомалійський письменник.